# ビジャ・オルトゥサル
ビジャ・オルトゥサル(Villa Ortúzar)は、アルゼンチンの首都ブエノスアイレス自治市にある地区（バリオ）である。コムーナ15に属しており、2001年の調査による人口は22,591人である。

## 地理
ラ・パンパ通り、フォレスト通り、エルカーノ通り、ウルキーサ鉄道線、デル・カンポ通り、コンバティエンテス通り、マルビナス通り、トリウンビラート通りによって他地区と隔てられている。北側をベルグラーノ地区と、東側をコレヒアレス地区やチャカリータ地区と、南側をラ・パテルナル地区と、西側をアグロノミア地区やパルケ・チャカブーコ地区と接している。2006年にはこの地区に住んでいたブエノスアイレス市長のアニバル・イバーラが弾劾された。
座標: 南緯34度34分50秒 西経58度28分06秒 / 南緯34.58056度 西経58.46833度